# Henry Case
Henry Lincoln Case (ur. w maju 1861, zm. 7 czerwca 1934 w Los Angeles) – amerykański golfista, olimpijczyk z Saint Louis.
Case startował jedynie na Igrzyskach Olimpijskich w Saint Louis w 1904 roku. Podczas tych igrzysk reprezentował swój kraj w zawodach indywidualnych mężczyzn. W pierwszej części eliminacji uzyskał 94 punkty, a w drugiej zdobył 98 punktów, a łącznie zgromadził ich 192. Wynik ten dał mu 42. miejsce eliminacji (do Ralpha McKittricka (zwycięzcy eliminacji) stracił 29 punktów), lecz do następnej fazy eliminacji awansowało jedynie 32 golfistów, a tym samym Case odpadł z rywalizacji, kończąc udział w igrzyskach na eliminacjach.